# Franknowo (gromada)
Franknowo – dawna gromada, czyli najmniejsza jednostka podziału terytorialnego Polskiej Rzeczypospolitej Ludowej w latach 1954–1972.
Gromady, z gromadzkimi radami narodowymi (GRN) jako organami władzy najniższego stopnia na wsi, funkcjonowały od reformy reorganizującej administrację wiejską przeprowadzonej jesienią 1954 do momentu ich zniesienia z dniem 1 stycznia 1973, tym samym wypierając organizację gminną w latach 1954–1972.
Gromadę Franknowo z siedzibą GRN we Franknowie utworzono – jako jedną z 8759 gromad na obszarze Polski – w powiecie reszelskim w woj. olsztyńskim na mocy uchwały nr 25 WRN w Olsztynie z dnia 4 października 1954. W skład jednostki weszły obszary dotychczasowych gromad Franknowo i Kramarzewo, ponadto miejscowość Modliny z dotychczasowej gromady Modliny oraz miejscowość Wólka Szlachecka z dotychczasowej gromady Polkajmy, ze zniesionej gminy Franknowo w tymże powiecie. Dla gromady ustalono 12 członków gromadzkiej rady narodowej.
1 stycznia 1958 do gromady Franknowo włączono wsie Polkajmy i Prosity oraz osady Wólka Szlachecka i Biegonity ze zniesionej gromady Prosity w tymże powiecie.
1 stycznia 1959 powiat reszelski przemianowano na powiat biskupiecki.
Gromada przetrwała do końca 1972 roku, czyli do kolejnej reformy gminnej.